# Lucius Licinius Murena
Pour les articles homonymes, voir Licinius Murena.
Lucius Licinius Murena, né en 105 av. J.-C., mort en 22 av. J.-C., était un homme politique, un consul et un général de la Rome antique. De la gens Licinia, fils de Lucius Licinius Murena.

## Biographie
À la fin de la première guerre de Mithridate, Sylla lui confia le commandement des deux légions contrôlées formellement par Caius Flavius Fimbra. Sylla laissa à Mithridate VI le contrôle du royaume du Pont, mais Murena, avec le prétexte d’un présumé réarmement de Mithridate attaqua et envahit de manière autonome le Pont, provoquant le déclenchement de la deuxième guerre de Mithridate. Après une défaite face à Mithridate en 81 av. J.-C., il obéit à l’ordre de Sylla de cesser les offensives contre Mithridate et son armée se retira. Lors de la troisième guerre de Mithridate, il fut pour quelques années le légat de Lucullus.
En 72 av. J.-C., il eut la charge de mener à terme le siège de Samsun, alors que le proconsul se dirigeait vers Cabira.
En 65 av. J.-C., il devint préteur ; durant cette fonction, il se rendit célèbre grâce à la splendeur des ludi publiques qu’il organisa. En tant que propréteur de la Gaule transalpine, il gagna la confiance et le soutien aussi bien des provinces romaines que des Romains grâce à son impartialité.
En octobre 63 av. J.-C., il fut élu consul avec Decimus Iunius Silanus. Mais peu avant d’entrer en charge en 62 av. J.-C., il fut accusé de corruption par Servius Sulpicius, un de ses concurrents malheureux au consulat, soutenu par Caton d'Utique et Servius Sulpicius Rufus, connu juriste et fils de l’accusateur. Sa défense fut assurée par Crassus, Quintus Hortensius Hortalus et Cicéron, qui pour l'occasion composa le Pro Murena. Murena fut relaxé même s'il était très probablement coupable. Cicéron argumenta sur l’intransigeance malvenue de Caton d'Utique, vu la gravité de la situation de la république romaine, menacée par la conjuration de Catilina.
Les deux jeunes consuls proposèrent la lex Licinia Iunia qui établissait qu'une rogatio (un rassemblement de plusieurs personnes pour discuter des promulgations de lois) devait être promulguée avec trois nundinae (jours de marché) avant que la loi discutée fût proposée à l'assemblée et fût votée par les électeurs; un tel décret confirmait la lex Caecilia Didia; ils établirent en outre que, pour prévenir le crime de faux en actes publics, une copie de chaque document devait être déposée à l'Ærarium, devant au minimum un témoin (testis).